# Мисионес (провинција)
Мисионес (шп. Misiones) је провинција смештена на североистоку Аргентине. Према северу, истоку и југу се граничи са Бразилом, према северозападу са Парагвајем, док се према југозападу граничи са провинцијом Коријентес.